# Henri Massis
Henri Massis (* 21. März 1886 in Paris; † 16. April 1970 ebenda) war ein französischer Rechtsintellektueller und Mitglied der Académie française.

## Leben und Werk
Henri Massis besuchte in Paris das Lycée Condorcet und hatte dort den Philosophen Alain zum Lehrer. Dann studierte er Philosophie und Literaturwissenschaft an der Sorbonne. Bereits mit 19 Jahren veröffentlichte er sein erstes Buch über die Schreibmethode von Émile Zola am Beispiel des Romans L’Assommoir. Er widmete das Buch seinem Lehrer Abel Lefranc. Daneben hörte er Vorlesungen bei Henri Bergson. Noch vor Studienabschluss (1908) publizierte er 1907 ein philosophiekritisches Büchlein mit dem Titel Le Puits de Pyrrhon (nach Pyrrhon von Elis). Das Buch war Anatole France gewidmet, mit dem er Umgang hatte. 1909 handelte sein drittes Buch La Pensée de Barrès von Maurice Barrès, bei dem er ebenfalls verkehrte. Zusammen mit Alfred de Tarde (1880–1925) publizierte er unter dem Pseudonym Agathon 1911 und 1913 die auf Umfragen beruhenden Bücher L'Esprit de la nouvelle Sorbonne (Der Geist der heutigen Sorbonne) und Les Jeunes Gens d'aujourd'hui (Die jungen Männer von heute), in denen der jungen Studentengeneration patriotisches und religiöses Denken, sowie ein starker Tatendrang bescheinigt wurde. Sie sind bereits Ausdruck der Hinwendung zum Gedankengut von Charles Maurras und seiner Action française, die seit 1908 über eine eigene Tageszeitung verfügte. Massis wird Maurras ein Leben lang treu bleiben, aber nicht für seine Zeitung schreiben.
Im Ersten Weltkrieg tat Massis Kriegsdienst und verurteilte scharf die Haltung Romain Rollands, der sich weigerte, den Kriegsgegner zu verteufeln. Zusammen mit Jacques Bainville gründete er 1920 die katholisch-nationalistische Zeitschrift La Revue universelle, in der Maurras, Jacques Maritain, Thierry Maulnier und andere schrieben. Massis war Chefredakteur und ab 1936 Direktor. Sie erschien bis 1944. In den 1930er Jahren zeigte sich Massis mussolinifreundlich aber hitlerfeindlich. Seine 1936 erschienene zusammen mit Robert Brasillach verfasste Novelle Les cadets de l'Alcazar (Plon, deutsch 2017) verherrlichte Franco. Nach kurzem Kriegsdienst 1940 unterstützte er wie Maurras das Vichy-Regime, seine bewiesene Deutschfeindlichkeit bewahrte ihn aber 1944–1945 vor dem Schicksal seines hingerichteten Freundes Brasillach oder seines zu lebenslänglichem Zuchthaus verurteilten Mentors Maurras.
Nach für ihn persönlich schwierigen 1950er Jahren wurde er 1960 auf den Sitz Nr. 32 der Académie française gewählt. Er starb 1970 im Alter von 84 Jahren.

## Werke
- Comment Zola composait ses romans. D'après ses notes personnelles et inédites. Eugène Fasquelle, Paris 1906. Slatkine, Paris 2013.

- Le puits de Pyrrhon. Sansot, Paris 1907.

- La pensée de Barrès. Mercure de France, Paris 1909.

- La vie d’Ernest Psichari. Librairie de l’art catholique, Paris 1916, 1920.

- Le sacrifice, 1914–1916. Plon, Paris 1917.

- La trahison de Constantin. Nouvelle librairie nationale, Paris 1920.

- Jugements I: Renan, France, Barrès. Plon, Paris 1923.

- Jugements II: André Gide, Romain Rolland, Georges Duhamel, Julien Benda, les chapelles littéraires. Plon, Paris 1924.

- De Lorette à Jérusalem. Cité des Livres, Paris 1924.

- Le réalisme de Pascal. Maison du Livre, Paris 1924.

- (Hrsg.) Oeuvres de Blaise Pascal. 6 Bde. Cité des Livres, Paris 1926–1927.

- En marge de "Jugements". Réflexions sur l’art du roman. Plon, Paris 1927.

- Raymond Radiguet. Cahiers libres, Paris 1927.

- Défense de l’Occident. Plon, Paris 1927. Déterna, Paris 2011.

- (deutsch) Verteidigung des Abendlandes. Hegner, Hellerau 1930. (übersetzt von Georg Moenius)

- (erweiterte Auflage) L'Occident et son destin. La crise de la civilisation. Défense de l'Occident. L'Empire soviétique à la conquête du monde. Comment l'Amérique a perdu la paix: Histoire de dix ans (1945–1955). Grasset, Paris 1956.

- Dix ans après. Réflexions sur la littérature d'après-guerre. Desclée de Brouwer, Paris 1932.

- Débats. Plon, Paris 1934.

- Notre ami Psichari. Flammarion, Paris 1936.

- Le drame de Marcel Proust. Grasset, Paris 1937.

- L'honneur de servir. Textes réunis pour contribuer à l'histoire d'une génération (1912–1937). Plon, Paris 1937.

- Chefs. Les dictateurs et nous. Entretiens avec Mussolini, Salazar, Franco. La conquête hitlérienne. La guerre religieuse du Troisième Reich. Hitler dans Rome. Plon, Paris 1939.

- La guerre de trente ans (1909–1939). Le destin d’un âge. Plon, Paris 1940.

- Les idées restent. Lardanchet, Lyon 1941.

- D’André Gide à Marcel Proust. Lardanchet, Lyon 1948.

- Portrait de M. Renan. Cayla, Paris 1949. (Ernest Renan)

- Allemagne d’hier et d’après-demain. Suivi de "Germanisme et romanité" von Georg Moenius. Conquistador, Paris 1949.

- Maurras et notre temps. Plon, Paris 1951.

- Maurras et notre temps, édition définitive et augmentée. Plon, Paris 1961.

- Visage des idées. Grasset, Paris 1958.

- Salazar face à face. Palatine, Paris 1961.

- Barrès et nous. Plon, Paris 1962.